# Beselga (Tomar)
Beselga ist ein Ort und eine ehemalige Gemeinde (Freguesia) im portugiesischen Kreis Tomar. Die Gemeinde hatte 753 Einwohner (Stand 30. Juni 2011).
Am 29. September 2013 wurden die Gemeinden Beselga und Madalena zur neuen Gemeinde União das Freguesias de Madalena e Beselga zusammengeschlossen.